# Jabłonica Polska
Jabłonica Polska – wieś w Polsce położona w województwie podkarpackim, w powiecie brzozowskim, w gminie Haczów.
W latach 1975–1998 miejscowość administracyjnie należała do województwa krośnieńskiego.

## Położenie
Jabłonica Polska jest wsią położoną w gminie Haczów, w powiecie brzozowskim, który wchodzi w skład województwa podkarpackiego. Wieś jest położona w północno-zachodniej części gminy Haczów. Zgodnie z podziałem na regiony fizycznogeograficzne J. Kondrackiego, Jabłonica Polska leży w obrębie mezoregionu Doły Jasielsko-Sanockie, u podnóża Pogórza Dynowskiego. Przez wieś przepływa potok Jabłonka, który uchodzi do rzeki Wisłok. Znaczna część wsi położona jest w otulinie Czarnorzecko-Strzyżowskiego Parku Krajobrazowego. Od północy i wschodu wieś otacza kompleks leśny w obrębie którego wydzielono dwa rezerwaty cisa pospolitego – Kretówki i Cisy w Malinówce. Pierwszy z nich w znacznej części położony jest na terenie wsi.
Przez miejscowość przebiega trasa Brzozów-Krosno (droga powiatowa), lecz swoje dogodne położenie komunikacyjne wieś zawdzięcza przede wszystkim tym, iż na zachodzie wieś przecina jeden z ważniejszych ciągów komunikacyjnych kraju – droga krajowa nr 19 Rzeszów - Barwinek.
Powierzchnia miejscowości wynosi 8,47 km². Jest to stosunkowo duża miejscowość.

## Części wsi
| SIMC    | Nazwa     | Rodzaj    |
| ------- | --------- | --------- |
| 0351337 | Budy      | część wsi |
| 0351343 | Budzyń    | część wsi |
| 0351350 | Dębina    | część wsi |
| 0351366 | Wygoda    | część wsi |
| 0351372 | Wytrząska | część wsi |

## Rys historyczny
Nazwa wsi – Jabłonica – pochodzi od słowa „jabłoń”. W roku 1848 do nazwy wsi została dodana przydawka – „Polska”, w celu odróżnienia od Jabłonicy Ruskiej n. Sanem i Jabłonicy k. Jasła.
Jabłonica najprawdopodobniej istniała już w XIV wieku, lecz pierwsza wzmianka opatrzona jest datą 1432 r., i dokumenty oraz nazwa miejscowości, z tego roku; świadczą o mieszkających tu Polakach.
Od chwili przyłączenia tych ziem do Korony położona w ziemi sanockiej województwa ruskiego lokowana na prawie niemieckim. Ludność ruska miała w miejscu od XV w. drewnianą cerkiew, natomiast ludność polska należała do parafii Kombornia. W początkowym okresie Jabłonica Polska była własnością Kamienieckich, właścicieli zamku odrzykońskiego (od 1448 do 1480) np. Henryk Andreas Kamieniecki W XVI w. właścicielami wsi zostali Bonerowie, następnie Firlejowie, Mniszchowie, Tarnowscy, Wierzbowscy, Lanckorońscy, w XIX wieku Załuscy. Na przełomie XIX i XX w. właścicielami dóbr ziemskich w Jabłonicy byli Wysoccy. W ciągu swych dziejów wieś przeżywała różne klęski żywiołowe i napady band zza Beskidu, a nawet Tatarów. W 1785 roku miejscowość zamieszkiwało 840 osób, w tym wyznania rzymskokatolickiego 453 osoby, greckokatolickiego 342 osoby oraz 29 Żydów. Na miejscu istniała parafia unicka (obejmowała 9 miejscowości), zaś wierni obrządku łacińskiego uczęszczali do kościoła parafialnego w Komborni. W 1846 roku przez wieś przeszła fala napadów chłopskich, w czasie rzezi galicyjskiej.
W połowie XIX wieku właścicielem posiadłości tabularnej w Jabłonicy Polskiej z Budzyniem był gen. Józef Załuski.
Pierwszą szkołę wieś otrzymała w 1876 roku. Posiadała także kasę pożyczkową - gminną. Na początku XX w., gdy rozparcelowano dwór w Jabłonicy Polskiej, przybyła do wsi grupa osadników z sąsiednich wsi polskich. Ludność obok rolnictwa trudniła się tkactwem.
Tragiczne były losy wsi w trakcie I wojny światowej, spaliło się wówczas ok. 60 gospodarstw.
W roku 1939 wieś liczyła 1140 mieszkańców, w tym 520 Ukraińców, 600 Polaków i 20 Żydów.
W czasie II wojny światowej ludność głodowała, zwłaszcza w 1942 roku. W tym samym roku kilka miejscowych rodzin żydowskich wywieziono do Rymanowa i rozstrzelano. W 1944 r. na terenie wsi toczyły się walki frontowe. Po wojnie ludność ukraińska z obawy przed mordami ze strony polskiej uciekła do Ukraińskiej SRR, zatem w 1947r. Akcja Wisła nie objęła Jabłonicy Polskiej.
Po wojnie, na skutek starań mieszkańców wsi powstał najpierw wikariat eksponowany, a 15 stycznia 1946 r. ustanowiono samodzielną parafię, którą władze państwowe zatwierdziły 9 maja 1946 r. Obecny kościół rzymskokatolicki pw. Zwiastowania NMP to dawna cerkiew greckokatolicka pw. św. Kosmy i św. Damiana, wzniesiona w 1761 roku.
W latach 60. wybudowano remizę strażacką, garaże kółka rolniczego i punkt mleczarski, natomiast w roku 1970 przystąpiono do budowy Domu Ludowego. Wieś zaczęła prężnie funkcjonować. Duże zmiany w życiu społeczności lokalnej zaszły gdy w 1959 r. wieś zelektryfikowano.
Obecnie wieś posiada podłączenie do instalacji gazowej i kanalizacyjnej.

## Ludzie związani z Jabłonicą Polską

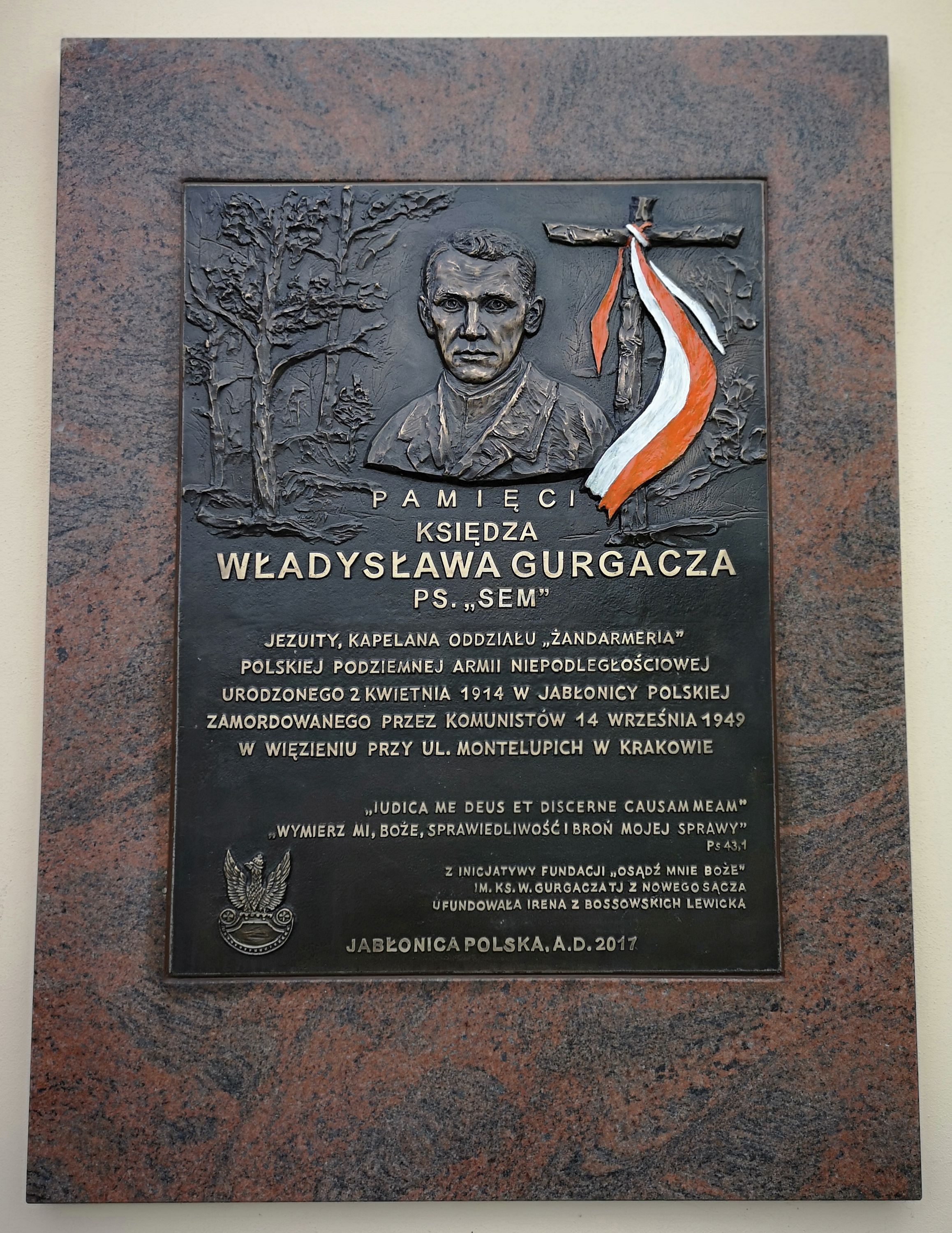
Ks. Władysław Gurgacz - Tablica pamięci. Jabłonica Polska. zdj. 22 sierpnia 2019 r.

Jabłonica Polska może się pochwalić znanymi postaciami, które zapisały się na kartach historii, a wywodzą się z tej niewielkiej miejscowości.
- W przysiółku Budzyń urodził się trybun ludowy, poseł do parlamentu austriackiego – Jan Stapiński. W roku 1895 był współorganizatorem Stronnictwa Ludowego. Natomiast od 1908 roku pełnił funkcję prezesa PSL, potem był przywódcą PSL-Lewicy. Odegrał rolę w kształtowaniu się ruchu ludowego w Galicji.
- Tutaj urodził się także znany kapłan archidiecezji przemyskiej Michał Jastrzębski, który przez 28 lat pełnił odpowiedzialną funkcję rektora Seminarium Duchownego w Przemyślu.
- Kolejnym kapłanem wywodzącym się z Jabłonicy Polskiej był Mieczysław Bossowski, który w 1946 roku wyjechał do Europy Zachodniej, do wojsk gen. Andersa. Tam swoją ofiarną duszpasterską pracą zaskarbił sobie przyjaźń m.in. generała Andersa.
- W Jabłonicy Polskiej urodził się ksiądz Władysław Gurgacz. Był kapelanem oddziału o nazwie Żandarmeria, który powstał na bazie organizacji „Polska Podziemna Organizacja Niepodległościowa”. W 1948 został aresztowany przez funkcjonariuszy aparatu bezpieczeństw, a następnie w procesie pokazowym skazany na karę śmierci. Wyrok wykonano 14 września 1949 przez rozstrzelanie w Więzieniu Montelupich w Krakowie.
- Irena Lewicka (1932–2021) – nauczycielka języka polskiego w liceach w Krakowie, fundatorka tablicy pamięci ks. Władysława Gurgacza w Jabłonicy Polskiej, matka prof. dr. hab. Grzegorza Lewickiego[8]

## Budowa geologiczna, rzeźba terenu
Według Kondrackiego Jabłonica Polska położona jest w jednostce geologicznej zwanej Karpaty Zewnętrzne. Podłoże zbudowane jest z fliszu karpackiego składającego się z piaskowców różnej odporności, łupków, margli i zlepieńców, które pod względem stratygraficznym obejmują formacje od dolnej kredy do oligocenu. Znaczna część miejscowości położona jest w obrębie mezoregionu Doły Jasielsko – Sanockie, gdzie przeważa rzeźba lekko pofałdowanej równiny. Od północy nad wsią górują wzgórza Pogórza Dynowskiego. Doły Jasielsko-Sanockie budują mało odporne na działanie erozji i denudacji warstwy krośnieńskie płaszczowiny śląskiej, natomiast pas wzgórz ciągnący się w kierunku pn.-zach. – pd.-wsch., warstwy istebniańskie jednostki śląskiej.
Najmniejszymi wysokościami bezwzględnymi charakteryzuje się południowa część wsi, 275–290 m n.p.m. Na terasie zalewowej rzeki Wisłok wysokości wynoszą ok. 270 m n.p.m. W środkowej części wsi wysokości oscylują pomiędzy wartościami 290–310 m n.p.m. Natomiast tereny powyżej 310 m n.p.m. znajdują się w północnej (tzw. „Dział” z maks. wysokością 405 m n.p.m.) i wschodniej (wzniesienie „Dębina”) części wsi. Największe deniwelacje występują w północnej i wschodniej części miejscowości (40–50 m wysokości względnej). Stoki mają przeważnie ekspozycję południową – wzniesienie Dział (próg Pogórza Dynowskiego), ekspozycje północne i zachodnie występują we wschodniej części miejscowości – wzniesienie Dębina.
Potencjalne obszary osuwisk występują w obrębie głównego cieku wsi, na lewobrzeżnej części. Obszar wsi jest obszarem udokumentowania istnienia czwartorzędowych piasków. Genetycznie są to piaski kopalnej doliny rzecznej lub stożka proluwialnego. Średnia miąższość kopaliny szacowana jest na ok. 3 m przy grubości nadkładu rzędu 2,0 m. Piaski eksploatowane są w przysiółku Budy Jabłońskie, w północnej części wsi, dla celów budowlanych. Złoża szacuje się na około 2 mln ton. Istnieje perspektywa szerszego wydobycia. Rzeźba terenu oraz budowa geologiczna sprzyja zarówno prowadzeniu działalności rolniczej jak i procesowi osadniczemu.

## Warunki klimatyczne
Cały obszar wsi znajduje się w klimacie umiarkowanym ciepłym ze średnią roczną temperaturą 6-8 °C. Średnia temperatura stycznia z wielolecia kształtuje się na poziomie –5 do –4 °C, natomiast lipca osiąga wartości 17 do 18 °C. Obszar wsi należy do strefy, w której roczna amplituda powietrza kształtuje się na poziomie 21-22 °C. Średnia roczna suma opadów dla obszaru wynosi ok. 750 mm, stosunkowo największa ilość opadów przypada w okresie letnim (250–400 mm), a najmniejsza w zimie (80–180 mm). Liczba dni z pokrywą śnieżną kształtuje się w granicach od 60 do 150 dni. Okres wegetacyjny trwa ok. 200 dni.
Obszar wsi leży na przedpolu Beskidu Niskiego, który tworzy najniższe obniżenie w głównym grzbiecie Karpat, stąd często występują tu wiatry z kierunku południowego lub północnego. Wiatry południowe mają charakter fenów – zimą przynoszą gwałtowne odwilże, wiosną i latem nadmierne przesuszanie wierzchniej warstwy gleby.

## Sieć hydrograficzna
Obszar wsi należy do zlewni rzeki Wisłok. Przez obszar wsi przepływa rzeka Jabłonka Malinowska, która jest prawobrzeżnym dopływem rzeki Wisłok. Charakterystyczną cechą doliny rzecznej Jabłonki Malinowskiej jest występowanie stromych zboczy (gł. lewobrzeżne) dochodzących nawet do 12 metrów. Zasoby wód podziemnych są małe. W regionie występują wody gruntowe – czwartorzędowe. Zwierciadło tych wód nie jest ciągłe, zależy od warstw słabo przepuszczalnych i morfologii terenu. Wydajność tych wód jest mała, nie przekracza 2 m³/h. Przeważa tu spływ powierzchniowy nad wsiąkaniem.

## Gleby
Wraz ze zróżnicowaniem wysokości zmianie ulegają warunki glebowe. Gleby w Jabłonicy Polskiej w około 2/3 obszaru stanowią utwory pochodzenia wodnego. Są to w przeważającej części stare i współczesne terasy rzeczne, które wytworzone zostały przeważnie z glin. Pozostały obszar przypada na utwory powierzchniowe – górskie (flisz karpacki) o rzeźbie erozyjnej.
Na terenie wsi istnieje duże zróżnicowanie tak pod względem glebowym, jak i pod względem przydatności tych gleb. Na przeważającej części obszaru występują gleby aluwialne, tj. mady i gleby starych teras akumulacyjnych. Gleby te wykształciły się w trzech następujących typach: brunatnym, pseudobielicowym i czarnej ziemi. Stanowią one najlepsze grunty orne i użytki rolne na terenie wsi. Występują głównie w zachodniej i południowej części wsi, gdzie przeważa krajobraz równinny.
Około 1/3 ogólnej powierzchni to utwory wietrzelinowe, leżące w terenie o rzeźbie wzgórzowo-erozyjnej. Z nich powstały gleby brunatne właściwe, wyługowane lub kwaśne. Posiadają one różną wartość rolniczą w zależności od składu mechanicznego i położenia. Na grzbietach i zboczach występują płytkie gleby o niewielkiej wartości rolniczej, trudne lub bardzo trudne do uprawy i przez to w zasadzie nieprzydatne do celów rolniczych. Ich występowanie skupia się przede wszystkim w północnej i wschodniej części.
Gleby kwaśne i bardzo kwaśne o wskaźniku pH powyżej 5,5 stanowią zdecydowaną większość gleb na terenie wsi (82%). Gleb lekko kwaśnych jest 12%, obojętnych 3,5% a zasadowych 2,5%. Tak znaczne zakwaszenie gleb jest wynikiem między innymi takich czynników jak: niska naturalna zawartość wapnia, intensywna produkcja przy braku wapnowania, kwaśne deszcze.

## Świat roślin i zwierząt
Warunki glebowe oraz stosunki klimatyczne, których zasadniczą cechą jest klimat przejściowy od morskiego do kontynentalnego, w znacznej mierze decydują o świecie roślinnym. Najcenniejsze na terenie wsi są ekosystemy leśne z charakterystycznymi gatunkami: jodły, sosny, świerka, buka, jaworu modrzewia, dębu. W obrębie kompleksu leśnego w północnej części miejscowości utworzono w 1959 r. rezerwat przyrody „Kretówki”. Rezerwat o powierzchni 95,91 ha powstał w celu ochrony i zachowania naturalnego stanowiska cisa drzewiastego. Drzewo to występuje tu pojedynczo lub w niewielkich grupach. Łącznie na terenie rezerwatu jest ok. 410 sztuk cisa, niektóre z nich liczą nawet 16 m. W runie leśnym występuje wiele gatunków roślin chronionych m.in.: wawrzynek wilczełyko, bluszcz pospolity, widłak wroniec.
W dolinie Wisłoka zachowały się niewielkie fragmenty łęgu wierzbowo-topolowego i zarośli wiklinowych.
Fauna opisywanego terenu jest bogata w gatunki, w tym objęte ochroną prawną. Z większych ssaków na skraju lasu spotkać można sarny, jelenie, dziki, lisy, kuny, borsuki, tchórze, łasice, wiewiórki. Na polach zobaczyć można bażanty, coraz mniej liczne kuropatwy, przepiórki. Z ptaków bytujących na pograniczu ekosystemu leśnego i rolnego występują nieliczne jarząbki, jastrzębie, myszołowy, puchacze, sowy. Z osiedlami ludzkimi związane są wrony, gawrony, kawki, sikorki, jaskółki, wróble itp. Herpetofaunę reprezentują popularne w całej Polsce żmije, zaskrońce, padalce, jaszczurki. W związku ze znacznym osuszaniem środowiska naturalnego, również w wyniku rozległych melioracji mało jest terenów wilgotnych i związanej z nimi fauny i roślinności. Coraz mniej liczne są salamandry, żaby trawne, wodne, ropuchy, kumaki.

## Ludność
Według Spisu Ludności i Mieszkań 2002, miejscowość Jabłonica Polska zamieszkuje 1076 osób, 550 kobiet i 526 mężczyzn. Gęstość zaludnienia w 2002 roku wynosiła 127 osób na km². Natomiast w całej gminie mieszka 9216 osób, gęstość zaludnienia dla gminy Haczów, w 2002 roku wynosiła 129 osób na km².
W ostatnich latach zauważa się zmniejszanie przyrostu naturalnego w miejscowości (w 2002 jeszcze 4,3‰, natomiast według obliczeń Urzędu Gminy – obecnie poniżej 2‰).
Dodatkowym czynnikiem wpływającym na niekorzystne zmiany w liczbie ludności jest ujemne saldo migracji, utrzymujące się przez całą ostatnią dekadę XX w. Nowa sytuacja gospodarcza kraju skłoniła wiele osób do poszukiwania lepszych warunków bytowych. W latach 90. ubiegłego wieku notowano ujemne saldo migracji, jednak sytuacja zmieniła się już w roku 2001 – saldo migracji osiągnęło wartość dodatnią 0,3‰, a w 2002 już 1,1‰.
Dominującym wykształceniem we wsi Jabłonica Polska jest podstawowe oraz zasadnicze zawodowe – łącznie osiągając 55,8% ogółu we wsi. 34% mieszkańców ma wykształcenie średnie, 2% – policealne. Osoby o najwyższym poziomie wykształcenia stanowią mniejszość wśród ogółu ludności, jedynie 4% charakteryzuje się wykształceniem wyższym. Osoby z wykształceniem nieokreślonym lub niepełnym podstawowym stanowią 4% ogółu ludności. Zaznacza się jednak korzystny trend wśród młodzieży, która podejmuje naukę w szkołach średnich i wyższych. Natomiast niekorzystnym czynnikiem, który wpływa na ogólne wykształcenie mieszkańców jest fakt, iż osoby kończące studia znajdują pracę w miejscu ukończenia studiów i nie wracają w tereny rodzinne.
We wsi działa założony w 1993 klub sportowy LKS Cisy Jabłonica Polska. W sezonie 2021/22 występuje w krośnieńskiej klasie okręgowej.